# Urša Bežan
Urša Bežan Petrič, slovenska plavalka, * 24. maj 1994, Kranj.
Urša Bežan je za Slovenijo nastopila na plavalnem delu Poletnih olimpijskih iger 2012 v Londonu, kjer je v štafeti 4x200 m prosto osvojila dvanajsto mesto. Na Evropskem prvenstvu 2012 v Debrecenu je v isti disciplini osvojila bronasto medaljo.